# Francesc d'Erill i de Sentmenat
Francesc d'Erill i de Sentmenat (? - Barcelona, 6 de gener del 1640), comte d'Erill i eclesiàstic. Fill de Felip Roger d'Erill i Joana d'Erill i Eimeric, era germà petit d'Alfons d'Erill-Orcau i Sentmenat.

## Vida religiosa
Fou monjo benedictí, doctor en cànons i el 1611 tresorer de l'església metropolitana de Tarragona el 1611. Abat el 1615 de Sant Miquel de Cuixà i des del 1618 del Monestir de Sant Cugat. El maig de 1639 fou elegit president de l'Orde de Sant Benet de Catalunya juntament amb Francesc de Copons del Monestir de Santa Maria de Ripoll.

## Vida de noble
A la mort del seu germà Alfons, al qual només quedaven filles vives, heretà el comtat d'Erill. A la mort de Felip III de Castella el 1621 dirigí la campanya contra Fernando Afán de Ribera y Enríquez per continuar com a Virrei de Catalunya en el regnat de Felip IV de Castella.
Canceller de l'Audiència de Catalunya del 1630 al 1631, negocià sense èxit, un donatiu de la ciutat de Barcelona al rei a canvi de la renúncia perpètua d'aquest a la percepció dels quints. Col·laborador del virrei Dalmau III de Queralt durant la crisi del 1639, reprimí la resistència dels nobles catalans a la mobilització per aixecar el setge de Salses.
A la seva mort el 1640 el succeí en el títol comtal la seva neboda Margarida Teresa d'Erill.